# 郷伍郎
郷 伍郎（ごう ごろう、1927年12月23日- 2002年5月）は、日本の作曲家、作詞家、コマーシャルソング作家である。妻は作詞家のいまいずみあきら。

## 人物・来歴
作曲家・呉泰次郎の息子として東京に生まれる。妻は作詞家のいまいずみあきら。郷自身が作詞しても作詞家として妻のいまいずみあきら名義で発表した曲は多い。
1950年代の後半（昭和30年代）から、CMソング作家として活躍する。代表作は天地総子『サクマのチャオ』 （サクマ製菓、1964年）、『牛丼一筋八十年』（吉野家、1978年）など。
1969年（昭和44年）、みずからが作詞作曲した楽曲『フランシーヌの場合』（作詞は妻のいまいずみあきら名義になっているが、いまいずみ曰く、本人は「夫の郷から二番の詞を頼まれて作詞したり少し手伝ったに過ぎない」と語っている）を新谷のり子が歌い、80万枚のヒットを飛ばす。同年11月、ザ・ヴィレッジ・シンガーズのシングル『X'MASなんか来てほしくない』 、ザ・モップスのシングル『眠り給えイエス』を作詞作曲する。1973年（昭和48年）には、左とん平『とん平のヘイ・ユウ・ブルース』の作詞をした。
高校野球好きでもあり、1976年（昭和51年）には、同年の第58回全国高等学校野球選手権大会での桜美林高等学校の優勝に感銘を受けて楽曲『嗚呼! 深紅の旗東京に還える』を作詞作曲し、色鉛筆が歌った。なお、レコードでは曲中に同大会の実況ナレーションが挿入されている。同曲は桜美林高等学校のある東京都町田市では大ヒットした。1976年10月時点で発売元のRCA発表で2万枚を売り上げ、うち人口30万人足らず（当時）の町田市内での売上が1万枚を占めた。町田市では1976年当時、通りや商店街でも頻繁に流されていた。
2002年5月に死去。

## ディスコグラフィ
カッコで明記したもの以外は、作詞・作曲を提供したものである。

### レコード
- 新谷のり子『フランシーヌの場合』（1969年） - 作詞は妻の「いまいずみあきら」名義・以下同様
- 新谷のり子『祈り』 （作詞：今谷勝也）
- ベッツィ&クリス『パピルスの船に乗って』（1969年） - 『白い色は恋人の色』カップリング曲
- ザ・ヴィレッジ・シンガーズ『X'MASなんか来てほしくない』 （1969年11月） - 作詞は「いまいずみあきら」名義
- ザ・モップス『眠り給えイエス』/『週末の喪章』 （1969年11月10日） - 作詞は「いまいずみあきら」名義
- 純アリス『アザミの花』『わたしのしあわせ』 （作詞：岡田嘉子・ダークダックス）
- カルメン・マキ『ある少年の連想』 - 作詞は「いまいずみあきら」名義
- カルメン・マキ『そしてもうひとつの朝』 - 作詞は「いまいずみあきら」名義
- カルメン・マキ『東京はみなし児』（1970年） - 作詞は「いまいずみあきら」名義
- 大城晋『資本論のブルース』（1970年）
- オズモンド・ブラザース『シャララ』
- 左とん平『とん平のヘイ・ユウ・ブルース』（作曲：望月良道）/『東京っていい街だな』（作曲：村岡建、1973年）
- ペンあんどペンシル『ダメおやじ愛のテーマ』（1974年） - 東京12チャンネル（現テレビ東京）テレビアニメ『ダメおやじ』
- フルーツ・ショップ『葡萄園の伝説／そよ風のシャララ』（1975年）
- フルーツ・ショップ『原宿で・・・・・／くちびる』（1975年）
- 色鉛筆『嗚呼! 深紅の旗東京に還える』（1976年）
- 野路由紀子『うたう小倉百人一首』 - 作詞は「小倉百人一首」
- 牧野俊浩・堀絢子『おじちゃま嘘でしょ』（1978年）
- 牧野俊浩『どして! チャプリン』 - NHK『みんなのうた』（1978年）
- 堀絢子『セパぶりっ子賛歌』 - 作詞のみ、原曲は『リパブリック讃歌』。別名『フランチャイズの場合』

### オフィシャルソング
- 『ビバ! オリオンズ』（編曲小六禮次郎、1978年）
- 『わたしのふるさと』（原作詞 中塚洋子） - 長野県高森町町歌

### CMソング
- 雪村いづみ『泉正宗マンボ』 - 泉酒造「泉正宗」CM
- 楠トシエ『素敵なダンセット』 - 日東紡績CM
- ペギー葉山『ワコール・アイ・ラブ』 - ワコールCM
- 天地総子『サクマのチャオ』（1964年） - サクマ製菓CM
- 原田洋子『バンロンの唄』 - 東栄CMソング
- 堀絢子『渡辺インスタントココア』 - 渡辺製菓（現ベルフーズ）CMソング
- 『ひばりが丘カクタス自動車教習所の歌』 - カクタス自動車教習所（現飛鳥ドライビングカレッジ）CM
- 『吉野家牛丼CMソング』（1978年） - 別称『牛丼一筋八十年』、JASRAC作品コード：063-8181-2
- 『大瀬崎をご存じですか』 - JASRAC作品コード：014-4180-9
- 『くちびる』 - JASRAC作品コード：028-3412-0
- 『青春の一ページ』 - JASRAC作品コード：044-2432-8
- 『原宿で…』 - JASRAC作品コード：067-8666-9
- 『みんな嘘』 - 別名『恋なんか』、JASRAC作品コード：083-1890-5

## 註
1. 1 2  探偵!ナイトスクープ 2004年9月24日今泉章さん「ウソついてました」
2. ↑  とん平のヘイ・ユウ・ブルース - Yahoo! ミュージック（ウェイバックマシン）の記述を参照。
3. 1 2 3 4 5 6  「桜美林、優勝から二ヵ月 感激、今も燃える町田 レコード曲ヒット 1万枚売れた さめた生徒をよそに」『朝日新聞』1976年10月31日付東京朝刊、16頁。